# Jindřich Niederle
Jindřich Niederle (29. října 1840 Stará Paka – 8. září 1875 Nová Paka), uváděný i s příjmením Nydrle, byl český středoškolský profesor klasické filologie, překladatel z řečtiny a básník, žák Františka Lepaře a Jana Kvíčaly. Vyučoval na gymnáziích v Hradci Králové, Klatovech a Praze. Publikoval významnou učebnici řecké mluvnice, překládal díla antických autorů (Sofoklés, Homér, Cicero), pořádal veřejné přednášky. Věnoval se také těsnopisu, skládal básně a zpíval ve sboru. Byl oceňovaný jako všestranně vzdělaný vědec, oblíbený učitel a nadaný překladatel s hlubokým porozuměním pro češtinu i řečtinu.

## Život
Podle záznamu v novopacké farní matrice se narodil 29. října 1840 ve Staré Pace v domě č. 59, často uváděné je nicméně také datum 28. října téhož roku. Byl synem obchodníka s plátnem. Z obecné školy v Nové Pace nastoupil roku 1852 na gymnázium v Jičíně, kde na něj měl vliv František Lepař. Ve školním časopise tam uveřejnil své první zdařilé básně. Po maturitě vystudoval v letech 1859—62 filologii na pražské filosofické fakultě jako žák Jana Kvíčaly. Již během studia na sebe upozornil svou pílí i nadáním a byl považován za nejlepšího klasického filologa mladší české generace.
Roku 1863 úspěšně složil státní zkoušky a byl přijat jako suplent na gymnázium v Hradci Králové. O dva roky později získal místo profesora na gymnáziu v Klatovech. Vedle učitelských povinností tam také literárně tvořil — překládal Sofokla a psal příspěvky do časopisu Šumavan.
V roce 1868 byl přeložen do Prahy na akademické gymnázium, kde rozvinul svou vědeckou, publikační a veřejnou činnost. Do roku 1870 (kdy byl na jeho místo přijat německý profesor Gustav Linker) vedl řecký proseminář na filosofické fakultě. Pořádal přednášky v Jednotě českých filologů (např. o Homérových básních r. 1872) a v Umělecké besedě (např. o českých překladech Homéra r. 1873). Jednotě českých filologů rovněž věnoval knihy a tento spolek ho v říjnu 1872 jmenoval svým čestným členem. Roku 1874 se stal členem zkušební komise pro kandidáty učitelství na gymnáziích.
Věnoval se rovněž těsnopisu. Vyučoval tento předmět v Hradci Králové a v Klatovech (kde k jeho žákům patřili pozdější známí stenografové Antonín Krondl a Josef Krondl). Uveřejňoval také odborné články v Měsíčníku I. pražského spolku stenografů gabelsbergerských. Roku 1871 byl ve spolku stenografů zvolen náčelníkem českého odboru a v roce 1874 zkušebním komisařem pro praktické stenografy.
Byl také výborný zpěvák a dlouholetý člen Hlaholu.
Niederleho nadějné vědecké a literární dílo předčasně ukončila plicní nemoc, podle názoru současníků způsobená mimo jiné velkým pracovním vypětím. Zemřel 9. září 1875 v Nové Pace na tuberkulózu.

## Význam a ocenění
Byl považován za jednoho z nejlepších českých klasických filologů. Měl neobyčejně hluboké, všestranné vědecké vzdělání, bystrý úsudek, nadšení pro starověk, ale také básnické nadání a ušlechtilou mysl. Vynikl jako vědecký badatel i jako umělecký překladatel Homérových a Sofoklových prací. Byl skromný, pracovitý, měl jemný cit a vytříbený vkus.
5. srpna 1883 uspořádala Jednota českých filologů u příležitosti 15 let svého trvání slavnost v Nové Pace, spojenou s odhalením pamětní desky Jindřichu Niederlemu na domě lékárníka Josefa Geislera č. 153 (dnes Niederlova 153), kde zemřel. Vedle členů mnoha místních spolků dorazila i řada středoškolských i vysokoškolských pedagogů (např. Josef Král, Hynek Vysoký, František Drtina), mnoho dalších osobností (např. Václav Vlček, František Věnceslav Jeřábek a František Ladislav Rieger) zaslalo pozdravné telegramy. Účastnili se i zástupci stenografů. S hlavním projevem vystoupil profesor Jan Gebauer; ocenil Niederleho vědecké zásluhy, zejména sestavení mluvnice řeckého jazyka, ale i jeho básnické nadání, pedagogické výsledky a vlastenecké cítění. Cokoliv dělal, dělal vzorně. Nepříznivé politické poměry 70. let 19. století a později předčasná smrt mu zabránily stát se univerzitním profesorem, ačkoli pro to měl předpoklady. Z výtěžku dobročinného bazaru během této akce byl zřízen Niederlův fond „na vydávání spisů staroklasických v rouše českém“.
Později byla umístěna pamětní deska i na místě Niederleho rodného domu. Dům je již zbořený, deska je umístěna na soukromé zahradě. Je na ní také připomínán Josef Karel Šlejhar, který se ve stejném domě narodil roku 1864.

## Dílo
Z Niederleho literární činnosti mají velký význam překlady řeckých klasiků, zejména Homéra a Sofokla. Překlad Odyssey pochválil Vítězslav Hálek; podle něj Niederle prostým jazykem a stavbou hexametrického verše dokázal hlubokou znalost originálu i češtiny. Ze Sofokla přeložil tragédie Ajant a Elektra a doplnil je předmluvou Úvod všeobecný k tragikům řeckým. V časopisech vyšly jeho články O Homerovi a jeho básních (Osvěta) a O některých epithetech homerských (Listy filologické a paedagogické).
Velkého ohlasu dosáhla jeho Mluvnice jazyka řeckého pro gymnasia česká z roku 1873, která vycházela v mnoha reedicích a úpravách (na nichž se podílel mimo jiné jeho syn Václav Niederle a filologové František Groh, Vilém Steinmann a Ladislav Varcl) až do 90. let 20. století. Překlad této knihy byl roku 1877 schválen jako učebnice pro gymnázia v Rusku.
Psal básně do časopisů Světozor a Lumír. Vydal také sbírku básní Kytice a veselohru Věno. V rukopisu zůstal překlad prvních pěti zpěvů Odyssey a Ciceronova řeč.

## Kontroverze
- Roku 1873 vyšla pod zkratkou J. N. brožurka Několik slov o latině a řečtině. Niederle se od tohoto díla distancoval prostřednictvím dopisu, uveřejněného v Národních listech. Prohlásil, že není jeho autorem a že se jeho obsah příčí jeho přesvědčení.[24] (Šestnáctistránková publikace je v současnosti (r. 2018) ve sbírkách několika českých knihoven; některé uvádějí jako autora (nesprávně) J. Niederleho,[25] Vědecká knihovna v Olomouci za autora považuje blíže neurčeného Jana Novotného.)[26]
- Po roce 1872 pracoval jeho přítel a bývalý spolužák František Velišský na velkém díle Život Řekův a Římanův. Niederle se o tom dověděl a předal mu některé materiály, které na toto téma měl. O tom, že tato práce vzniká, věděl a dokonce podpořil Velišského žádost Matici české o podporu, přičemž se o vznikajícím díle vyslovil pochvalně. Velišský doufal, že mu tato práce zajistí místo na univerzitě. Když tato kniha ale roku 1876 vyšla, byl Velišský obviněn z plagiátorství, protože údajně od Niederleho využil mnohem víc, než kolik citoval.[27][p 2] Velišský se bránil vydáním vysvětlující brožury,[28] v tisku byl napadán[29] i bráněn.[30] Spor na Velišského těžce dolehl, takže duševně onemocněl, v roce 1882 byl umístěn do ústavu choromyslných a následujícího roku, jen několik dní po odhalení Niederleho pamětní desky, v ústavu zemřel. Václav Vlček, spolužák a přítel obou, to považoval za dvojnásobnou tragédii. Kdyby byl Niederle žil déle, byli by oba vědci určitě vyřešili věc smírně.[27]

## Rodina
23. srpna 1864 se v Nové Pace oženil s 22letou Františkou Geislerovou, dcerou lékárníka. Měli tři syny:
- Lubor Niederle (1865-1944) se proslavil jako archeolog a etnolog.[33] Jeho syn Marcel Niederle[34] (1898-1991) byl výtvarník, autor ilustrací ze světa sportu.[35]
- Václav Niederle (1867-1946) pokračoval v otcových stopách jako středoškolský profesor a klasický filolog. Mimo jiné připravoval nová vydání otcovy Mluvnice jazyka řeckého (1909, 1935).[36]
- Bohuslav Niederle (1873-1963) byl významný chirurg. Roku 1903 založil nemocnici v Kladně,[37] v roce 1934 byl jmenován profesorem Univerzity Karlovy.[38] Jeho syn Bohuslav Niederle II. (1907-2000) se rovněž věnoval chirurgii; za celoživotní zásluhy mu byl roku 1999 udělen titul Rytíř českého lékařského stavu.[39] Jeho syn (tj. Jindřichův pravnuk) Jiří Níederle (1939-2010) byl známý fyzik.